# Дочурка Груффало
«Дочурка Гру́ффало» (англ. The Gruffalo's Child) — английская детская книга писательницы Джулии Дональдсон с иллюстрациями Акселя Шеффлера, продолжение их книги «Груффало». Вышла в 2004 году. Как и в первой части, текст книги представляет собой стихотворение с рифмующимися двустишиями.

## Сюжет
Как-то зимой Груффало рассказывает семье о своей встрече с Мышонком, предупреждая, что от этого страшного зверя лучше держаться подальше:
Он как медведь могуч и шерстью весь зарос,

Змеится по земле его длиннющий хвост,

Оранжевым огнём горят его глазищи

И ходят ходуном железные усищи!
Потом Груффало засыпает, но его маленькая дочка, которой скучно сидеть в пещере, отправляется на поиски Мышонка в лесную чащу. Она натыкается на следы Змеи, Совы и Лисы, принимая их за следы Мышонка. Однако при встрече со зверями она видит, что они не соответствуют описанию.
Наконец, груффалёнок встречает маленького Мышонка и решает его съесть. Однако Мышонок говорит, что сейчас позовёт своего грозного и могучего друга. Мышонок забирается на дерево и при свете луны отбрасывает на снег огромную тень. Приняв эту тень за тень того самого страшного существа, о котором говорил папа-Груффало, дочка в ужасе убегает в пещеру к папе, где засыпает:
Как хорошо в пещере… Уснуть под звуки храпа…

И ничего не страшно, когда под боком папа!

## Русский перевод
В России книга вышла в 2006 году в переводе Марины Бородицкой, в серии «Машинки творения» издательства «Машины творения».

## Адаптации

### Аудиоверсия
В 2006 году была издана аудиокнига «Дочурка Груффало», также озвученная актрисой Имельдой Стонтон.

### Анимация
В 2011 году по книге был снят получасовой анимационный фильм «Дочурка Груффало», в котором персонажей озвучили известные актёры. Как и в предшествующем ему фильме «Груффало», в повествование были введены дополнительные персонажи — Белка, которая рассказывает бельчатам историю о дочке Груффало и Мышонке.

## Дополнительные факты
- Человек-палочка, которого дочурка Груффало держит в руках, в том числе на обложке книги, послужил источником вдохновения для одной из следующих книг Дональдсон и Шеффлера «Человеткин».